# Cheongsan (métro de Séoul)
Cheongsan (hangeul : 청산 ; hanja : 靑山) est une station de passage de la ligne 1 du métro de Séoul. Elle est située au 72 Cheongsin-ro, canton de Cheongsan-myeon dans le comté Yeoncheon-gun, sur le territoire de la province Gyeonggi, au nord de Séoul, en Corée du Sud. 
La gare d'origine est ouverte en 1951 sur la ligne Gyeongwon et elle devient une station de métro de la ligne 1 en 2023. Elle est desservie par les rames qui circulent sur la ligne 1 du métro de Séoul.

## Situation sur le réseau

Plan du réseau (2023)

Établie en surface, la station Cheongsan est une station de passage de la ligne 1 du métro de Séoul, elle est située : entre la station Jeongok, en direction du terminus nord-est Yeoncheon, et la station Soyosan, en direction du terminus ouest Incheon ou du terminus sud-ouest Sinchang.

## Histoire

### Gare ferroviaire
La gare d'origine est mise en service le 30 décembre 1951 sur la ligne Gyeongwon.
Son bâtiment voyageurs est ouvert le 26 décembre 1958. Lors de l'arrivée de la ligne du métro à la station Soyosan, le service de bus de correspondance a une fréquentation en hausse, néanmoins la principale activité de la gare est le chargement quotidien de 1 500 tonnes de ciment livrées en vrac.

### Station de métro
La station Cheongsan est mise en service le 16 décembre 2023, après les importants travaux de reconstruction de la ligne, à double voie électrifiée, et des stations pour le prolongement de l'exploitation de la ligne du métro,.

## Services aux voyageurs

### Accès et accueil
La station, en surface, est située au 72 Cheongsin-ro, dans le canton de Cheongsan-myeon.

### Desserte
Cheongsan dispose d'un quai central, équipé de portes palières, encadré par les deux voies. Elle est desservie par les rames qui circulent sur la ligne 1 du métro de Séoulref name="StationOfficielle"/>.

### Intermodalité
Des arrêts de bus sont situés à proximité.